# The Bridge (Ace of Base-album)
A The Bridge a svéd Ace of Base együttes második albuma. 1994-1995-ben készült és 1995. november 21-én jelent meg. Ez az egyetlen Ace of Base-album, amelyen mind a négy tag közreműködött szerzőként, producerként, énekesként, egyenlő részben az album létrehozásában.
Az albumról kimásolt Beautiful Life és Lucky Love című dalok No.1. helyezést értek el a Billboard Hot Dance Club Play listán, melyet még az album megjelenése előtt piacra dobtak. A Beautiful Life című dal  Billboard Ho 100-as listán a 15. helyig jutott, a Lucky Love viszont nem került be a legjobb 20 közé. Az album megjelenése után a Never Gonna Say I'm Sorry című dal jelent meg hivatalosan, azonban közel sem ért el akkora elismerést, mint elődei. Az albumról még két promóciós kislemez jelent meg, a My Déja Vu és az Angel Eyes című dal, ami csupán két évvel később 1998-ban jelent meg kislemezen.

## Előzmények
1994. január 1-jén a csapat első albumának, a Happy Nationnek amerikai kiadása, a The Sign és azonos című kislemeze a Billboard Hot 100 első helyén állt. Ennek hatására írta Jonas a The Bridge első dalát, a Beautiful Life-ot nyaralása alatt a Kanári-szigeteken. Jonas tervei szerint a dalt gospelelemekkel ötvözték, ami eléggé eltért az együttes eredeti dance-hangzásától. A gospel elemeket egy négy tagból álló női együttes énekelte fel, mely végül Denniz Pop által került a dalba.
A zenekar még mindig korábbi albumát népszerűsítette, amikor 1994-ben egy megszállott német rajongó tört be a Berggren család otthonába, és Jennyt és szüleit egy késsel megfenyegette. Később Jenny ezt az élményt használja inspirációjaként a Ravine című dalban is, mely szerepel a The Bridge című albumon is.
Az album felvételei külön zajlottak. Jonas és Ulf rengeteg anyagot komponáltak, azonban Jonas és Ulf külön utakon jártak. Míg Jonas a stockholmi Cheiron Stúdióban dolgozott, addig Ulf Göteborgban a Tuff Stúdióban dolgozott John Ballard és StoneStream (Bjön Stenstrom)-mal együtt. Stockholmban Jonas és Max Martin producer, valamint Jeanette Söderholm énekesnő Denniz Pop producerrel együtt dolgoztak együtt, aki korábban az All That She Wants és The Sign című dalban is tevékenykedtek.
Jenny és Linn is írtak dalokat, melyet a Tuff Stúdióban rögzítettek. Jenny főleg írt és komponált, és lemondott a produceri dolgokról. Linn dolgozott együtt Tommy Ekmannal, és Per Adebrattal. Linn továbbra is írt és komponált, azonban csupán a The Bridge és a Da Capo című album tartalmazza az ő általa írt produkciókat. A Linn által előadott Lapponia című dalt a The Bridge című albumra szerették volna, azonban elutasításra került több esetben is.
Év végére a csapatnak elég demóanyag állt rendelkezésére ahhoz, hogy lemezkiadóik elé állhassanak. Ulf és Jenny feltűnt a VH1 csatorna Lift Ticket to Ride című műsorában, ahol megemlítették az együttes új felvételeit is.
Annak ellenére, hogy a The Bridge sikeresnek bizonyult, Linn nem volt elégedett az albummal kapcsolatban. Douglass Carr és StoneStream szerint az albumnak sokkal sikeresebbnek kellett volna lennie, mondván, hogy az album sikeres volt, és a kislemezek is slágerlistások lettek, azonban sokkal jobbnak kellett volna lenniük. Claes Cornelius úgy fogalmazott a Mega Records kiadótól, hogy úgy gondolta, hogy az album jobb lesz, és változatosabb, mint az első albumuk, de azt is megjegyezte, hogy a The Bridge kevésbé kereskedelmi célú.

## Kritikák
A Music & Media című magazin az alábbiakat írta: A hyper kinetik ritmus horrorisztikusan magához ragadja az embert, még mielőtt azt észrevenné, már vége is.
A Spin magazin azt írta az albumról, hogy az Ace of Base valódi géniusza az, hogy olyan szomorú hangot kelt, mely átkozottul vonzó, és ennek eredményeképpen még mindig a Beautiful Life című dal a "vidáman szép az élet" életérzést kelti az emberekben.
A Cashbox magazin így fogalmazott: A 90-es évek "Abbájának" a The Bridge című album máris készen áll a Top 10-es slágerlistás helyezésre, és követve a The Sign című korábbi albumról kimásolt slágerek sikerességét.
Stephen Thomas az Allmusic-tól azt írta, hogy az album ugyanolyan sikeres, mint elődei, bár jobb dalszöveg érzést kelt, és szorosan felépített pop dalokat tartalmaz, melyek jobban meg vannak írva, mint elődei. Annak ellenére, hogy a The Sign albumot nagyobb pontszámmal értékelte, összességében jobbak a mostaniak, mint elődje.

## Kislemezek
A Lucky Love című kislemez 1995 október 9-én jelent meg az album előfutáraként. A dal tizenhárom országban benne volt a legjobb 20 helyezett között. Az első helyet végül Svédországban, és Finnországban sikerült elérnie. A videóklipet Rocky Schneck rendezte hozzá.
A Beautiful Life 1995 november 7-én jelent meg az Egyesült Államokban az első kimásolt kislemezként, majd ezt az album követte, Európában 1995 október 30-án. A dalhoz forgatott videót Richard Heslop rendezte. A videoban látható számítógép által generált buborékokat az Arista Records kiadó kérésére eltávolították. Ezt szánták az Észak-Amerikai bemutatóra, azonban a videó mindkét verziója megjelent Európában. A kiadás támogatása érdekében a zenekar több Latin-Amerikai országban is fellépett, többek között Kanadában és Mexikóban is. A Beautiful Life sikeres volt az Egyesült Államokban, ahol a Billboard Hot 100-as listán a 15. helyezést érte el, illetve a Billboard Dance Club Play lista 1. helyére került. A dal Kanadában a 3., míg az Egyesült Királyságban a 15. helyig jutott.
A Lucky Love akusztikus változata 1996 január 22-én jelent meg 2. kislemezként Észak-Amerikában. Ezt a változatot egy 1996 januárjában a Hampton Court-palota helyszínén forgatott video kísérte. Ez a változat nem volt annyira sikeres, mint az első kiadás, így nem került be a legjobb 20 helyezett közé. Kanadában a dal 6. helyezést ért el.
Az I Never Gonna Say I'm Sorry című dal világszerte a harmadik és utolsó kimásolt kislemeze volt az albumnak. A dal 1996 márciusában jelent meg Európában, majd az Egyesült Államokban. A dalhoz tartozó videóklippet Richard Heslop rendezte, aki korábban a Beautiful Life videoját is igazgatta. A klippel elégedetlen volt a kiadó, és úgy döntött, hogy nem ad ki újabb videóklippet egyetlen Észak-Amerikában megjelent kislemezhez sem. A dal kevés promóciót kapott, így nem sikerült bejutnia a Billboard Hot 100-as listára.
1996-ban megjelent a Déja Vu című kislemez promóciós céllal Franciaországban, és Skandináviában. 1998-ban a Polydor kiadó megjelentette az Angel Eyes című korlátozott számban elérhető kislemezt, melyet a Flowers című következő albumhoz csomagoltak az Ázsiai országokban.

## Promóció
Az együttes számos koncertet adott világszerte 1996-ban, beleértve a  Viña del Marban, és Chilében, ahol a zenekar 20.000 rajongó előtt lépett fel, de koncerteztek Délkelet-Ázsiában is, ahol néhány rajongó szerint nem volt túl jó a koncert. A zenekar áprilisban jelent meg a World Music Awards díjkiosztón, ahol 1996 legjobb skandináv művészek díját nyerték el.

## Eladások
A The Bridge című album dupla platina státuszt kapott az Egyesült Államokban, ahol az album a 29. helyezett volt, és 29. hetet töltött a slágerlistán. Az album 7 millió példányban fogyott szerte a világban, ez azonban messze volt a zenekar korábbi albumának a 25 millió példányszámától.

## Megjelenések
CD  U.S BMG Special Products – 7551746921 2
1. Beautiful Life 3:41 Backing Vocals – Cue Choir, Max Martin
2. Never Gonna Say I'm Sorry 3:16 Guitar [Stab] – Chuck Anthony
3. Lucky Love (Acoustic Version) 2:54 Bass [Fretless] – Per Ahlstrom, Guitar [Rhythm] – Chuck Anthony, Jonas "Joker" Berggren, Guitar [Solo] – Chuck Anthony
4. Edge Of Heaven 3:51 Backing Vocals – Shirley Clamp
5. Strange Ways 4:16 Backing Vocals – Malin "Linn" Berggren, Producer, Arranged By – Radiant
6. Ravine 4:40 Choir – Birgitta Edoff, Jeanette Söderholm
7. Perfect World 3:56 Bass – Ove Andersson, Drums [Additional], Percussion – Janne Perning
8. Angel Eyes 3:14 Choir – Douglas Carr, Jeanette Söderholm, Guitar – Chuck Anthony
9. My Déja Vu 3:22 Guitar [Solo, Flamenco] – Amadeo Nikoletti, PProducer, Backing Vocals – Douglas Carr
10. Wave Wet Sand 3:19 Mixed By, Recorded By – Jonas "Joker" Berggren, Percussion [Additional] – Börje Buller & Bång*
11. Que Sera 3:47 Guitar – Ulf Bandgren
12. Just 'N' Image 3:06 Arranged By – Per Adebratt, Tommy Ekman, Backing Vocals – Nana Hedin
13. Experience Pearls 3:59 Choir – Douglas Carr, Guitar – Goran Flood, Producer – Bag, Douglas Carr
14. Whispers In Blindness 4:12 Backing Vocals – Malin "Linn" Berggren,  Flute – Dr. X-Ray, Guitar [Spanish] – Peacerich, Producer, Arranged By – Zal
15. Blooming 18	3:38

## Slágerlista
| Slágerlista                    | Legjobb helyezés |
| ------------------------------ | ---------------- |
| Australian ARIA Albums Chart   | 46               |
| Austrian Albums Chart          | 10               |
| Canadian Albums Chart          | 13               |
| Danish Albums Chart            | 5                |
| Dutch Albums Chart             | 17               |
| Finnish Albums Chart           | 2                |
| French Albums Chart            | 3                |
| German Albums Chart            | 8                |
| Hungarian Albums Chart         | 6                |
| Japanese Albums Chart          | 16               |
| Mexican Albums Chart           | 1                |
| New Zealand RIANZ Albums Chart | 28               |
| Norwegian Albums Chart         | 20               |
| Russian Albums Chart           | 1                |
| Spanish Albums Chart           | 42               |
| Swiss Albums Chart             | 4                |
| Swedish Albums Chart           | 1                |
| UK Albums Chart                | 66               |
| US Billboard 200               | 29               |

## Minősítések
| Ország                                                           | Minősítés | Eladások  |
| ---------------------------------------------------------------- | --------- | --------- |
| Kanada (Music Canada)                                            | 2xPlatina | 200.000   |
| Dánia (IFPI Denmark)                                             | Platina   | 50.000    |
| Finnország (Musiikkituottajat)                                   | Platina   | 59.097    |
| Franciaország (SNEP)                                             | Platina   | 300.000   |
| Németország (BVMI)                                               | Arany     | 250.000   |
| Svájc (IFPI)                                                     | Platina   | 50.000    |
| Amerikai Egyesült Államok (Amerikai Hanglemezgyártók Szövetsége) | Platina   | 1.000.000 |
| Litvánia (KWORB)                                                 | Platina   | 8.000     |
| India                                                            | Arany     | 10.000    |